# Wesz bydlęca
Wesz bydlęca (Haematopinus eurysternus) – gatunek wszy należący do rodziny Haematopinidae, pasożytujący na bydle (Bos taurus) powoduje chorobę wszawicę. 
Samiec długości 2,2 mm, samica 3,2 mm jak podaje Stefański. Samiec 2,0 - 3,5 mm, samica 3,5 - 4,75 mm według Ferrisa. Są silnie spłaszczone grzbietowo-brzusznie. Samica składa  jaja zwane gnidami, które są mocowane specjalnym "cementem" u nasady włosa. Rozwój osobniczy trwa po wykluciu się z jaja około 14 dni.
Pasożytuje na skórze owłosionej głównie w okolicy nasady ogona, rogów i uszu. W przypadku silnego opadnięcia może występować na całym ciele. Kosmopolityczny.